# Angel Tears
Angel Tears is de 66ste aflevering van VTM's politieserie Zone Stad. De aflevering wordt in Vlaanderen voor het eerst uitgezonden op 28 februari 2011.

## Verhaal
Een verliefd koppeltje stoot tijdens een vrijpartij op een lading xtc-pillen en besluit hier munt uit te slaan. Wanneer drugshandelaar Francis Mombaerts te horen krijgt dat zijn dochter Petra bij de zaak betrokken is, gaat hij helemaal door het lint.
Intussen viert men dubbel feest binnen het team van Zone Stad. Niet alleen keert agent Mike vandaag terug na drie maanden schorsing, ook is er een gloednieuwe commissaris: Lucas Neefs. De forensisch expert neemt het over van Dani Wauters, die tot adjunct-korpschef is gepromoveerd.

## Gastrollen
- Tom Van Landuyt -  'Ruige' Ronny Nijs
- Lut Tomsin -  Jeanine Segers
- Guido De Craene -  Mark Lathouwers
- Bart Hollander -  Forensicus
- Bob De Moor -  Walter Herrijger
- Tom Van Bauwel -  Francis Mombaerts
- Ans Van den Eede -  Petra Mombaerts
- Jenne Decleir -  Gert
- Flor Decleir -  Senne Van de Putte
- Bram Vaesken -  Bart Messiaan

## Trivia
- Voormalig hoofdpersonage Tom Van Landuyt keert na 4 jaar afwezigheid weer terug als Ruige Ronny in de serie. Hij was voor het laatst te zien in seizoen 3 (2007).